# 西谷藩
西谷藩（にしやちはん）は、江戸時代中期の徳川綱吉の時代にごく短期間、能登国に置かれた藩。1698年、徳川譜代の名門である水野家（備後福山藩10万石）が無嗣により改易された際、同族の水野勝長による名跡継承が認められ、1万石が与えられて成立した。水野家が能登の領地を知行したのは2年あまりで、1700年には下総結城藩に転出した。
水野家の居所は羽咋郡西谷（西谷内。現在の七尾市中島町西谷内）とされるが、同地に陣屋が置かれたかははっきりしない。

## 歴史

### 備後福山藩水野家の断絶
元禄11年（1698年）5月5日、備後福山藩10万石の藩主水野勝岑は、2歳で早世した。福山藩は無嗣により改易とされ、城地は収公された。しかし、旧福山藩主水野家は譜代の名門であることから（徳川家康の母方叔父にあたる水野忠重の末裔で、水野氏一族の宗家とされる）、5月30日に「先祖の旧勲」によって一族の水野勝長（20歳）が名跡を継ぐことが認められ、能登国内で1万石が与えられることとなった。水野勝長の父は、1500石の旗本である水野勝直で、福山藩祖・水野勝成の六男である水野勝忠の二男が勝直、という関係にあたる。
なお、福山では勝長が跡目を継ぐことに不満を抱いた藩士らが、藩の番頭を務めていた水野勝寿（水野勝成の五男・水野勝則の子）を後継とすべく、籠城を企てる騒動もあった（後継に擬されたのは勝寿の子・水野長福（福寿）ともされる）。

### 西谷藩の立藩
勝長に与えられた知行地は、能登国にあった幕府領（能登天領）61か村・約1万3000石のうちから割かれたもので、鹿島・鳳至・羽咋・珠洲4郡にまたがって散在する46か村であった。この能登天領は、もと陸奥窪田藩土方氏の飛び地領であったが、貞享元年（1684年）に窪田藩が改易された際に幕府領になったという経緯がある。元禄2年（1689年）から元禄8年（1695年）にかけては49か村が割かれて鳥居忠英領（能登下村藩）になっており、鳥居家の転出後ふたたび幕府領に復した。この能登下村藩も、譜代の名門の家名存続のための措置という成立事情があり、鳥居家領（能登下村藩領）と水野家領（西谷藩領）は大部分が重なっている。
「西谷」という藩名（居所名）は、羽咋郡釶内郷西谷（西谷内。現在の七尾市中島町西谷内）を居所としたことに由来する。西谷村には中世に西谷内城（西谷城、西ヶ谷城）が所在し、能登守護畠山氏の有力な一族（西谷内畠山氏）の本拠であった。しかし、西谷村は加賀藩領であり、西谷村に水野家（西谷藩）の陣屋が置かれたという説明には疑問も呈されている。
郷土史・城郭史家の高井勝己は、水野家は幕府が鹿島郡下村（現在の七尾市下町）に設けていた下村陣屋を借り受けたのではないかと推測する。高井の説によれば、下村陣屋は鳥居家（能登下村藩）が設け、鳥居家の転出後に幕府が能登天領の支配拠点として使った陣屋であるが、水野家は幕府の陣屋との区別のため、異なる地名を居所として称したのではないかという。
水野勝長は元禄12年（1699年）より徳川綱吉に小姓として出仕し、のちには柳沢吉保邸に居住を命じられるなど、綱吉の寵臣の一人と言える存在であった。このため、勝長が藩主として領国に赴くことはなかった。元禄13年（1700年）10月28日、能登国から下総国結城郡および上総国武射郡・山辺郡の3郡内に領知を移された。これをもって結城藩が成立したとみなされる。西谷藩は廃藩となり、所領はふたたび幕府領に戻された。以後、能登国内に居所を置く藩は生まれていない。

### 後史
水野勝長はその後、元禄14年（1701年）1月11日には上総国・下野国・常陸国内で3000石を、元禄16年（1703年）1月9日には下総国・下野国・常陸国内で5000石を加増された（合計1万8000石）。元禄16年（1703年）の加増時には、かつての結城城跡に新たに城を築くことが許可された（城主大名と認められた）。
水野家の家老を務めた水野長福（織部、福富、号は梅径。水野勝寿の子）は、俳人・文人としても高名な人物である。結城城築城許可を受け、元禄16年（1703年）2月に長福は江戸藩邸を出立して結城を視察するが、この往復の見聞を記した紀行文『結城使行』は元禄期の日光街道沿いの地域の様子を知る貴重な資料となっている。
勝長は元禄16年（1703年）12月に25歳で早世した。勝長の実弟である水野勝政が家を継ぎ、以後水野家は1万8000石の結城藩主として幕末・廃藩置県まで続く。

## 歴代藩主
水野家〔宗家〕
譜代 1万石
1. 水野勝長